# گربه در کیسه است...
«گربه در کیسه است…» (انگلیسی: Cat's in the Bag...) دومین قسمت از فصل اول یک مجموعهٔ تلویزیونی درام آمریکایی با نام بریکینگ بد است که توسط وینس گیلیگان نوشته شده‌است. این قسمت در ۲۷ ژانویهٔ ۲۰۰۸ از طریق ای‌ام‌سی پخش شد.